# Brandenburg-Phase
| Glaziale/ Interglaziale | Stadiale/ Interstadiale | Zeitraum (v. Chr.) |
| ----------------------- | ----------------------- | ------------------ |
| Weichsel- Spätglazial   |                         |                    |
| Jüngere Dryaszeit       | 10.730–09.700           |                    |
| Alleröd-Interstadial    | 11.400–10.730           |                    |
| Ältere Dryaszeit        | 11.590–11.400           |                    |
| Bölling-Interstadial    | 11.720–11.590           |                    |
| Älteste Dryaszeit       | 11.850–11.720           |                    |
| Meiendorf-Interstadial  | 12.500–11.850           |                    |
| Weichsel- Hochglazial   |                         |                    |
| Mecklenburg-Phase       | 15.000–13.000           |                    |
| Pommern-Phase           | 18.200–15.000           |                    |
| Lascaux-Interstadial    | 19.000–18.200           |                    |
| Laugerie-Interstadial   | 21.500–20.000           |                    |
| Frankfurt-Phase         | 22.000–20.000           |                    |
| Brandenburg-Phase       | 24.000–22.000           |                    |
| Tursac-Interstadial     | 27.000–25.500           |                    |
| Maisières-Interstadial  | 30.500–29.500           |                    |
| Denekamp-Interstadial   | 34.000–30.500           |                    |
| Huneborg-Stadial        | 39.400–34.000           |                    |
| Hengelo-Interstadial    | 41.300–39.400           |                    |
| Moershoofd-Interstadial | 48.700                  |                    |
| Glinde-Interstadial     | 51.500                  |                    |
| Ebersdorf-Stadial       | 53.500                  |                    |
| Oerel-Interstadial      | 57.700                  |                    |
| Weichsel- Frühglazial   |                         |                    |
| Schalkholz-Stadial      | 60.000                  |                    |
| Odderade-Interstadial   | 74.000                  |                    |
| Rederstall-Stadial      | ?                       |                    |
| Brörup-Interstadial     | ?                       |                    |
| Amersfoort-Interstadial | ?                       |                    |
| Herning-Stadial         | 115.000                 |                    |
| Eem-Warmzeit            |                         |                    |
|                         | 126.000                 |                    |

Als Brandenburg-Phase wird der erste bedeutende Vorstoß des skandinavischen Inlandeises im Weichsel-Hochglazial bezeichnet. Sie datiert in etwa in den Zeitraum 24.000 bis 22.000 v. Chr.

## Namensgebung und Begriffsgeschichte
Die Brandenburg-Phase, auch Brandenburger Hauptvorstoß, wurde 1911 von O. Tietze als Lissaer Phase (nach Leszno im heutigen Polen) in die Fachliteratur eingeführt. Paul Woldstedt bezeichnete sie dann 1925 als Brandenburger Phase und 1928 zur Angleichung an die Alpenterminologie als Brandenburger Stadium. Der morphostratigraphische Begriff wird durch die am weitesten nach Süden vorgedrungene Endmoränenlage des Weichsel-Hochglazials festgelegt. Die Phase wurde nach der Stadt Brandenburg an der Havel benannt, an der die Endmoräne südlich vorbeiläuft. Typusregion ist das Land Brandenburg.

## Geographischer Verlauf

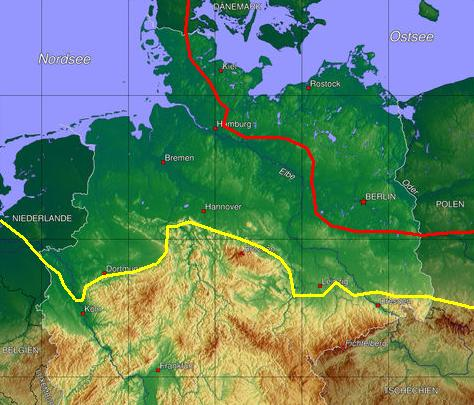
Die Eisrandlage der Brandenburg-Phase (rot) im Vergleich zur Saale-Eiszeit (gelb)

Von Schwerin in Mecklenburg-Vorpommern ausgehend zieht die Eisrandlage der Brandenburg-Phase (W1B) in südöstliche Richtung an Parchim vorbei nach Nordbrandenburg, nur um ein paar Kilometer nach Südwest versetzt von der parallel verlaufenden Frankfurter Eisrandlage (W1F). Sie dreht dann nach Südwest, streift Pritzwalk, geht kurz vor Erreichen der Elbe auf Südkurs und folgt des Weiteren in etwa der Grenze zu Sachsen-Anhalt. Brandenburg wird südlich umfahren, bei Potsdam erfolgt eine Kursänderung nach Südost gen Luckenwalde. Südlich von Berlin wird der weitere Verlauf undeutlich, hält sich aber nördlich des Glogau-Baruther Urstromtals (Sperenberg, Scheerenberge, Krausnicker Platte). Nach Durchqueren des südlichen Lieberoser Landes wird bei Guben polnisches Staatsgebiet erreicht. Über Leszno geht es dann nach Konin, wo der Lobus des Weichselgletschers (Frankfurt-Phase) angetroffen wird. Hier endet die Eisrandlage der Brandenburg-Phase, überlagert von Sedimenten der Frankfurt-Phase.
Der Übergang nach Schleswig-Holstein ist nicht eindeutig, erfolgt aber wahrscheinlich südlich von Ratzeburg über Büchen nach Schwanheide. Vom äußersten Nordosten Hamburgs aus ist die Eisrandlage dem Brügge-Vorstoß (qw1) (Linie Neumünster, Rendsburg, Schleswig, Flensburg) zuzuordnen. In Dänemark (Jütland) folgt sie dann zusammen mit der Frankfurt-Phase der so genannten Hauptstagnationslinie (engl. Main Stationary Line).

## Stratigraphie und Korrelation
Die zum Marinen Isotopenstadium 2 (MIS 2) gehörende Brandenburg-Phase (W1B) schließt sich dem Denekamp-Interstadial an und wird ihrerseits von der Frankfurt-Phase (W1F) abgelöst. Sie korreliert in Polen mit der Leszno-Phase und in Schleswig-Holstein mit dem Brügge-Vorstoß.
Intern kann die Brandenburg-Phase wie folgt untergliedert werden (von jung nach alt):
- Grunower Halt
- Reicherskreuzer Halt/Saarmunder Halt
- Brandenburger Hauptvorstoß
- Weichselmaximalvorstoß

Die Brandenburg-Phase korreliert mit dem Letzteiszeitlichen Maximum 1 (engl. Last Glacial Maximum) LGM-1.
Juschus (2010) stellt mittlerweile dem Brandenburger Hauptvorstoß noch den Weichselmaximalvorstoß voran, der um 2 bis 12 Kilometer weiter nach Süden reichte und an einer Stelle sogar den Nordrand des Flämings berührte.

## Datierung
Für die Brandenburg-Phase leitete Marks (2002) aus letzten organischen Sedimenten unter den weichselglaziären Ablagerungen ein konventionelles Radiokohlenstoffalter von < 21.000 Jahren ab; dies entspricht kalibriert (mit CalPal) < 23.194 Jahren v. Chr. Ein Minimalalter von 19.200 bis 17.000 v. Chr. etablierten Heine u. a. (2009) an Findlingen im Hinterland der Eisrandlage mittels der SED-Methode. Wesentlich höhere Alter findet Lüthgens (2011) mit Hilfe der Optisch Stimulierten Lumineszenz (OSL-Methode an Einzelkörnern). Er empfiehlt den Zeitraum 22.000 bis 30.000 v. Chr. bzw. 32.000 v. Chr.

## Glaziologie

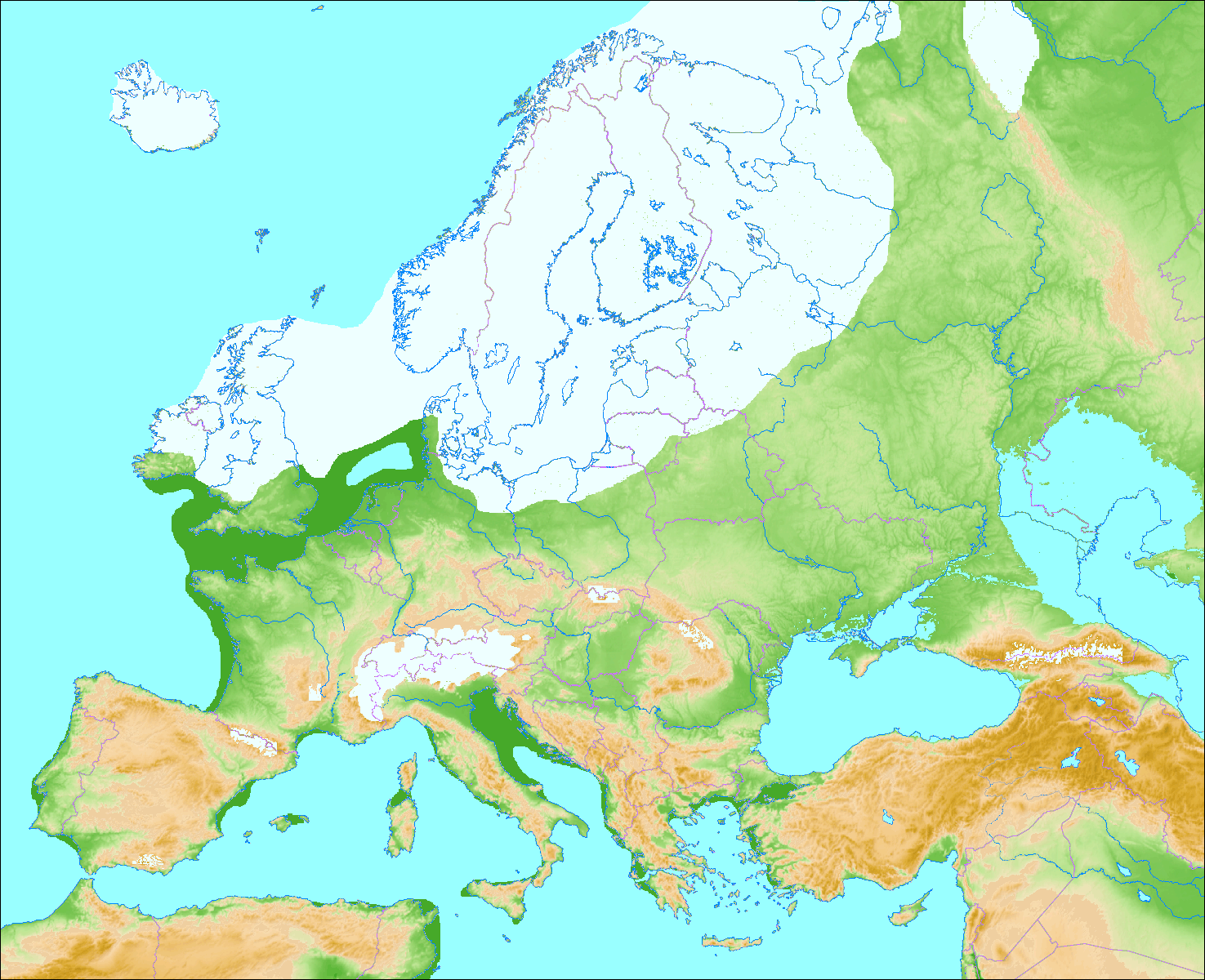
Der Fennoskandische Eisschild zur Zeit der Brandenburg-Phase. Beachtenswert die Ausdehnung in den Britischen Eisschild sowie in den Barentssee-Eisschild

Die Eisrandlage der Brandenburg-Phase ist recht undeutlich ausgebildet, der zugehörige Weichselmaximalvorstoß lässt sich sogar nur indirekt anhand von Hohlformen im Gelände (Anzeiger für Toteis) belegen. Ihre Rekonstruktion orientiert sich meist an Erhebungen in Sanderflächen. Echte Endmoränen oder gestauchte Endmoränen sind nur sehr selten anzutreffen. Dies deutet auf einen sehr raschen und relativ kurzlebigen Eisvorstoß, der sich den Gegebenheiten des noch aus der Saale-Kaltzeit stammenden Untergrundes anzupassen hatte.
Das nördliche Hinterland wird vorwiegend von glaziofluvialen Ablagerungen eingenommen, die Topographie wird darüber hinaus von Toteisstrukturen, Kames und kleineren Schwemmebenen geprägt.
Südlich liegt das Glogau-Baruther-Urstromtal, das die Schmelzwässer der Eisrandlage oft über ein kompliziertes Abflusssystem aufnahm.

## Korrelation mit anderen Eisschilden

### Alpen
In den Alpen hatte der Eisaufbau um 28.000 v. Chr. den Gebirgsrand erreicht und die Talgletscher begannen ab Beginn des Spätwürms (MIS 2) sich in fächerförmigen Loben im Vorland auszubreiten. Nach Verlassen ihrer erreichten Maximalposition ließen sie steilwandige Moränen, breite Rücken und Höckerlandschaften zurück. Im Vergleich zur Kleinen Eiszeit betrug der damalige Höhenverlust der (Gletscher-)Gleichgewichtslinie (engl. Equilibrium Line Altitude oder ELA) immerhin 1200 bis 1500 Meter. Generell setzte das Rückschmelzen in den Alpen um 18.900 v. Chr. ein.
Der Rhonegletscher beispielsweise war zwischen 28.200 und 26.500 v. Chr. am Vordringen, gegen 18.900 v. Chr. hatten sich seine Moränen stabilisiert und ab 17.600 v. Chr. war er definitiv auf dem Rückzug. Der Rheingletscher war bereits seit 30.900 v. Chr. auf dem Vormarsch und befand sich zwischen 24.010 und 23.450 v. Chr. auf einem Rückzugsstadium (Schlieren-Stadium). Das vollständige Abschmelzen erfolgte dann spätestens zwischen 18.030 und 17.130 v. Chr.

### Laurentidischer Eisschild
Die Korrelation der Brandenburg-Phase mit der Entwicklung des Laurentidischen Eisschildes in Nordamerika ist aufgrund der noch unsicheren Datierung schwierig. Nach einer längeren Ruhepause im Mittleren Wisconsin setzten zu Beginn des Woodfordiums um 28.000 v. Chr. erste Eisvorstösse im Gebiet der Großen Seen ein, so beispielsweise am Oberen See mit der Superior Lobe und am Lake Michigan mit der Marengo-Phase, die ein Radiokohlenstoffalter von 23.710 bis 24.780 Jahren bzw. kalibriert v. Chr. aufweist. Weiter ostwärts am Lake Huron und am Lake Erie erfolgten die Vorstösse etwas später, so am Lake Huron mit der Huron Lobe kurz vor 27.000 v. Chr. und am Lake Erie mit der Erie Lobe ab 25.900 v. Chr. Der Hauptvorstoß des Laurentidischen Eisschildes, repräsentiert beispielsweise durch die Shelby-Phase am Lake Michigan, wird mit 19340 bis 19680 Kohlenstoffjahren datiert, d. h. kalibriert 21.151 bis 21.561 v. Chr.

## Klima
Anhand von benthischen Foraminiferen gewonnene δ18O-Werte zeigen für den Zeitraum 30.000 bis 22.000 v. Chr. einen deutlichen Abkühlungstrend (mit einem Anstieg der Werte von 4,5 auf rund 4,8 ‰), der um 23.000 v. Chr. ein erstes zwischenzeitliches Minimum erreichte.

## Kulturelle Entwicklung
Während der sehr kalten Brandenburg-Phase entwickelte sich in Eurasien (Frankreich, Süddeutschland, Österreich, Tschechien, Polen, Ukraine und Sibirien) die jungpaläolithische Kulturstufe des Gravettiens (31.000 bis 25.000 v. Chr.) mit rückengestumpften Klingen, Gravette-Spitzen und Kerbspitzen als typischen Leitformen, gefolgt vom Beginn des Solutréens. Kulturelle Neuerungen der als Jäger und Sammler lebenden Menschen waren Bumerang (Oblazowa-Höhle, 24.000 Jahre v. Chr.), Textilien (Dolní Věstonice) und erste gebrannte Tonfigurinen. Die Höhlenmalerei erlebte jetzt ihren Höhepunkt, begleitet von vielen Handnegativen.